# 河田恵昭
河田 恵昭（かわた よしあき、1946年3月4日 - ）は、日本の研究者。京都大学名誉教授、関西大学社会安全研究センター長・特別任命教授、人と防災未来センター所長。東日本大震災復興構想会議委員。正確な漢字表記は「恵」ではなく「惠」である。工学博士。大阪府出身。

## 研究・活動
日本自然災害学会会長や、日本災害情報学会会長を歴任するなど、災害分野における著名研究者の一人である。「減災」「縮災」という言葉を提起し、災害が起きることを前提として建物の耐震・防火化から避難訓練、復興準備までをあらかじめ行うべきだという文理融合型の防災・減災を主張している。学会賞や功労賞の受賞数も多く、内閣府や全国の都道府県、市町村といった自治体の委員・委員長を歴任してきた。2012年の時点で歴任した委員会等は200を超える。京都大学防災研究所所属時に666冊・編の著書・論文・報告書類を発表した。
1995年の阪神・淡路大震災発生前では稀有な存在であった都市災害の研究者であり、先見性の高さが評価されている。2011年3月に発生した東日本大震災の前年、2010年12月に出版した『津波災害――減災社会を築く』の帯には「必ず、来る！」と書かれていた。

## 略歴
- 1946年3月4日 大阪府に出生
- 1964年 大阪府立大手前高等学校卒業
- 1969年 京都大学工学部土木工学科卒業
- 1971年 京都大学大学院工学研究科修士課程土木工学専攻修了
- 1974年
  - 京都大学大学院工学研究科博士課程土木工学専攻修了
  - 京都大学防災研究所助手に就任
- 1976年 京都大学助教授に昇任
- 1981年 ワシントン大学客員研究員
- 1992年 フルブライト上級研究員（米国プリンストン大学）
- 1993年 京都大学教授に昇任（地域防災システム研究センター）
- 1996年 巨大災害研究センター センター長就任
- 2002年 人と防災未来センター センター長就任（兼務）
- 2005年 京都大学防災研究所長就任（～2007年3月）
- 2009年
  - 京都大学退職（京都大学名誉教授となる）
  - 関西大学環境都市工学部教授就任
- 2010年 関西大学社会安全学部教授・同学部学部長就任（～2013年3月）
- 2011年 東日本大震災復興構想会議委員就任（～2012年2月）
- 2012年 関西大学社会安全研究センター センター長就任
- 2016年 関西大学社会安全学部特別任命教授

## 受賞
- 1991年 日本自然災害学会学術賞
- 1992年 土木学会論文賞
- 2002年 兵庫県防災功労者表彰
- 2006年 防災功労者防災担当大臣表彰
- 2007年 国連SASAKAWA防災賞
- 2024年11月 瑞宝中綬章[9][10]

## 著書
- 都市大災害（近未来科学ライブラリーシリーズ）（1995年11月、近未来社）ISBN 978-4906431052
- 必携 地震対策完全マニュアル（2006年4月、PHP研究所）ISBN 978-4569649153
- スーパー都市災害から生き残る（2006年6月、新潮社）ISBN 978-4103009719
- これからの防災・減災がわかる本（2008年8月、岩波書店）ISBN 978-4005006038
- 巨大地震災害へのカウントダウン~東海・東南海・南海地震に向けた防災戦略~（2009年6月、東京法令出版）ISBN 978-4809022777
- 津波災害――減災社会を築く（2010年12月、岩波書店）ISBN 978-4004312864
- 検証 東日本大震災（2012年2月、ミネルヴァ書房）ISBN 978-4623062300
- 日本水没（朝日新書）（2016年7月、朝日新聞出版）ISBN 978-4022736710